# Вале Бернардо (Латина)
Вале Бернардо је насеље у Италији у округу Латина, региону Лацио.
Према процени из 2011. у насељу је живело 620 становника. Насеље се налази на надморској висини од 155 м.